# 夏威夷海灘 (夏威夷州)
夏威夷海灘（英語：Hawaiian Beaches）是位於美國夏威夷州夏威夷縣的一個人口普查指定地區。

## 地理
夏威夷海灘的座標為19°32′57″N 154°54′27″W / 19.54917°N 154.90750°W，而該地最高點為海拔高度78米（即256英尺）。

## 人口
根據2010年美國人口普查的數據，夏威夷海灘的面積為64.50平方千米，當中陸地面積為63.50平方千米，而水域面積為1.00平方千米。當地共有人口4200人，而人口密度為每平方千米65人。